# بوسان (أرحب)

تعديل مصدري - تعديل

بوسان هي إحدى قرى عزلة شاكر بمديرية أرحب التابعة لمحافظة صنعاء، بلغ تعداد سكانها 1012 نسمة حسب تعداد اليمن لعام 2004.